# Stary Ogród

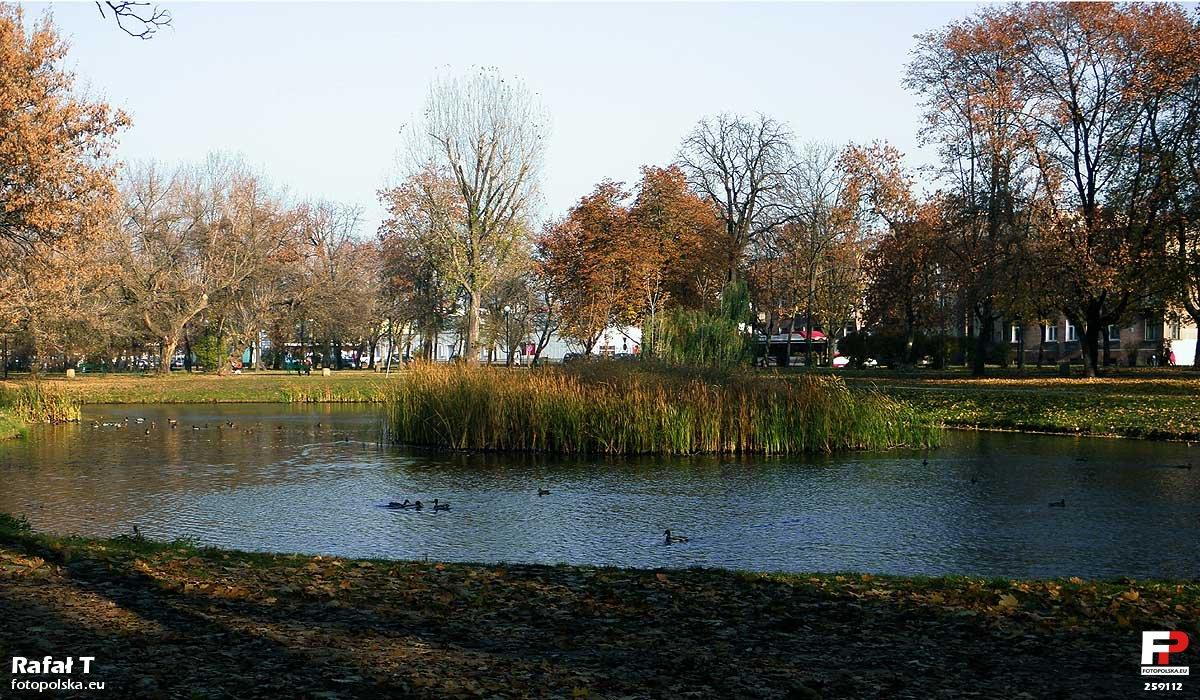
Stary Ogród

Der Stary Ogród (deutsch Alter Garten) ist ein 7,2 Hektar großer öffentlicher Park im Stadtteil Śródmieście (Innenstadt) in Radom in der Woiwodschaft Masowien. Er ist der älteste öffentliche Park der Stadt und einer der ältesten in Polen.

## Lage
Der Park liegt nordöstlich des historischen Stadtzentrums von Radom, der Kazimierz-Stadt (Miasto Kazimierzowskie) und nördlich der Altstadt (Stare Miasto) und erstreckt sich zu beiden Seiten entlang des Flüsschens Mleczna.

## Geschichte

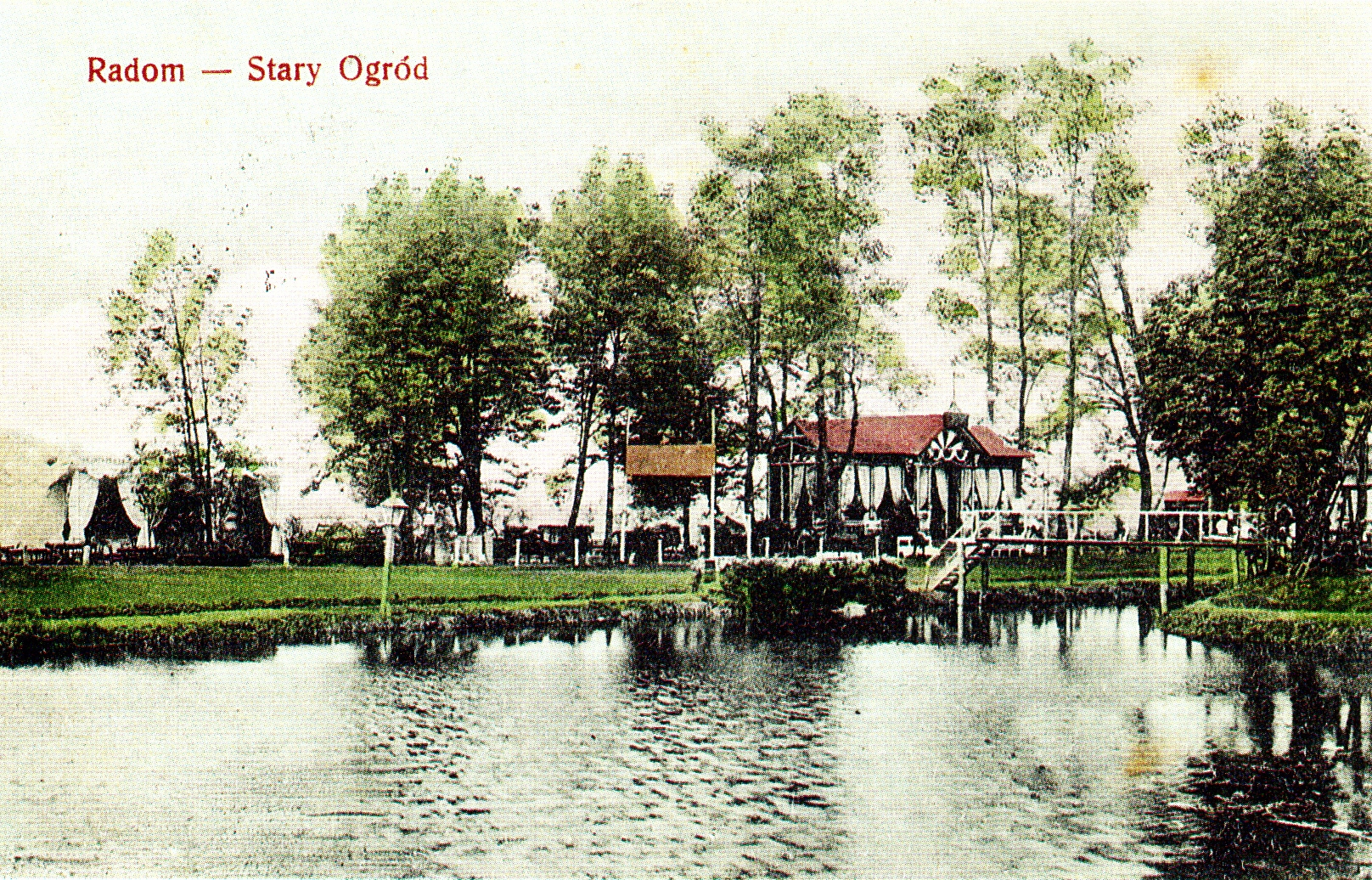
Stary Ogród, Postkarte von 1900

Der Park wurde in den Jahren 1822 bis 1824 auf Anordnung des Statthalters von Kongresspolen Fürst Józef Zajączek angelegt. Er befand sich damals am westlichen Zugang zur Stadt. Die Freifläche war durch die Regulierung der Mleczna in der zweiten Hälfte des 18. und zu Beginn des 19. Jahrhunderts entstanden.
Im Jahr 2003 schlug Andrzej Wajda vor, dass die Stadt einen Ausstellungspavillon im Stary Ogród errichten solle, um die Kapazitäten des Jacek-Malczewski-Museums im Bereich zeitgenössischer Kunst zu erweitern. Wajda ist Ehrenbürger der Stadt, in der er von 1935 bis 1946 gelebt hatte. Der weltbekannte Regisseur und seine Frau Krystyna Zachwatowicz spendeten über 70 Werke für die Sammlungen in Radom. Der Kulturrat des Stadtrats unterstützte die Idee. Auch die Woiwodschaft als Träger des Museums war interessiert. Für den Standort wurden zehn Vorschläge erarbeitet und man erwartete Wajdas Stellungnahme.
Im Januar 2004 wurde jedoch eine Idee in der örtlichen Gazeta Wyborcza vorgestellt, den Bau des ehemaligen, 1900 erbauten Kraftwerks für die Zwecke des neuen Kunstzentrums anzupassen. Die Idee fand große Unterstützung, darunter auch Wajdas. Nach einem Architekten-Wettbewerb wurde das Projekt Mazowieckie Centrum Sztuki Współczesnej „Elektrownia“ (MCSW „Elektrownia“, Masowienzentrum der zeitgenössischen Kunst „Kraftwerk“) in den Jahren 2011 bis 2014 realisiert.
Der Stary Ogród wurde bis Ende 2014 mit den beiden anderen großen Parks der Stadt, dem Kościuszki-Park und dem Park Leśniczówka einem umfangreichen Revitalisierungsprogramm unterzogen. Dabei wurden die Alleen und der historische Grundriss des Parks wiederhergestellt. Es wurden neue Bäume, Sträucher und Stauden gepflanzt, die mit einer neu entwickelten Anlage bewässert werden. Vom Gesamtumfang der Maßnahme von 19,7 Millionen Złoty entfielen 4,9 Millionen auf den Stary Ogród.
Der Park wurde 1983 unter Denkmalschutz gestellt und unter der Nummer 211/A/83 in die Denkmalliste der Woiwodschaft eingetragen.